# Акоста, Сантос
Мануэль Мария де лос Сантос Акоста Кастильо (исп. Manuel María de los Santos Acosta Castillo, 1 ноября 1827 — 9 января 1901) — колумбийский военный и политический деятель.
Сантос Акоста родился в 1827 году в Мирафлоресе, Республика Колумбия. Изучал медицину в Боготе, затем занимался юриспруденцией, избирался в Конгресс, был губернатором провинции Тунха. Во время гражданской войны 1860—1862 годов он быстро стал генералом, воюя на стороне повстанцев, вместе с войсками Томаса Сиприано де Москеры вошёл в столицу. В 1861 году стал президентом штата Бояка.
Принятая в 1863 году Конституция Соединённых Штатов Колумбии отменила в стране пост вице-президента, и ввела посты «Designado Presidencial» — первый (Primer), второй (Segundo) и третий (Tercer); занимающие эти посты люди должны были исполнять обязанности президента (в указанном порядке) в случае его отсутствия (а также невозможности исполнения президентских обязанностей предыдущим Designado Presidencial). В 1867 году Конгресс Колумбии назначил на очередной календарный год в качестве Designado Presidencial очередных трёх человек: Сантоса Гутьерреса, Сантоса Акосту и Хоакина Риаскоса.
29 апреля 1867 года президент страны Томас Сиприано де Москера разогнал Конгресс, ввёл в стране военное положение и объявил себя высшей властью. 23 мая 1867 года произошёл военный переворот: полковник Даниэль Дельгадо Парис арестовал Томаса Сиприано де Москера и передал президентские полномочия Сантосу Акосте как Segundo Designado Presidencial (Сантос Гутьеррес находился в это время за границей). Однако ещё 12 мая Хоакин Риаскос объявил себя, как Tercer Designado Presidencial, исполняющим обязанности президента страны. Из-за трудностей коммуникаций в то время Хоакин Риаскос узнал о произошедшем в столице перевороте лишь в июне, и тут же официально передал президентские полномочия Сантосу Акосте. В атмосфере радости после победы над Москерой Конгресс официально признал (закон № 15 от 1868 года), что в той ситуации Хоакин Риаскос действовал в соответствии с Конституцией и официально являлся президентом; таким образом в течение 36 дней у Соединённых Штатов Колумбии было два официальных президента (Риаскос и Акоста).
Во время своего президентства Сантос Акоста основал 22 сентября 1867 года Национальный университет Колумбии. Также он основал Национальную библиотеку и Национальный архив.
Впоследствии Сантос Акоста также принял участие в гражданской войне 1876—1877 годов.
Похоронен на Центральном кладбище Боготы.